# Рајснадла
Рајснадла (њем. die Reißnadel) врста је кратког ексера. Најчешће се користи да се ствари причвршћују на зидове или табле или за означавање локација на мапи и може се лако уклонити руком. Користе и при тапецирању намјештаја. Изрази за ову иглу њемачког су порекла. Међутим, у савременом немачком, ово су мало распрострањени дијалекатски облици.
Рајснадлу не треба мијешати са кратком и чврстом иглом сферне главе — шпенадлом која се користи за спајање више одвојених текстилних материјала.

## Историја
Рајснадле је патентирао Едвин Мур 1900. за потребе означавања локација на мапи. Касније, 1902. или 1903. године њемачки конструктор сатова из Лихена, Јохан Кирстен је осмислио рајснадле са равним главама за потребе постављања цртежа на зид., али је свој изум продао Оту и Паулу Линдштету, власницима фабрике намјештаја, који су га патентирали и зарадили на њему велики новац.. Неки извори овај изум приписују Аустријанцу Хајнриху Сахсу који је сличан једнодјелни предмет почео користити још 1888.

## Дизајн
Рајснадле имају два главна дијела: главу и тијело односно оштрицу. Глава је обично израђена од пластике, метала (истог као и тијело) или дрвета. Треба да буде широка да би се омогућило да се користи само рукама. Може бити разних облика, а најчешћи су равни, цилиндрични, са мањим или већим луком, лоптасти, као и облици срца, звијезде или сличних украсних облика, као и разних боја. Облик главе зависи од намјене. Тако су за означавање локација на мапи подесније цилиндричне или сферне обојене главе, док су равне главе због тежег вађења подесније за тапацирање намјештаја. Рајснадле са равним главама се чешће окрећу оштрицом нагоре што ствара опасност од повређивања. Њихове равне главе су обично пресвучене платиком да би се смањио ризик од повреда приликом извлачења.
Оштрица је најчешће од месинга, калаја или гвожђа.

## Начин производње
Рајснадле се праве провлачењем комада дебље жице кроз рупу на равном комаду метала који ће бити глава и њиховим спајањем електролизом. Затим се на главу поставља пластична капица.

## Галерија
- Рајснадла са равном главом
- Равна глава обложена пластиком
- Вишестепена цилиндрична глава
- Лоптаста глава
- Рајснадле раличитих боја